# Богородское (Усть-Кубинский район)
Богородское — село в Усть-Кубинском районе Вологодской области на реке Уфтюга. Административный центр Богородского сельского поселения и Богородского сельсовета.
Расстояние до районного центра Устья по автодороге — 50 км. Ближайшие населённые пункты — Конаново, Погорельцево, Тороповская, Марковская, Залесье, Сидоровская, Вороново.
По переписи 2002 года население — 331 человек (165 мужчин, 166 женщин). Преобладающая национальность — русские (99 %).